# Удзіґамі
Удзіґамі — духи-покровителі роду, що займають особливе становище в японській релігії синто.
Молилися їм з багатьох причин, серед інших про захист від хвороб, удачу в починаннях або хороший урожай.

## Історія
Вважається, що в удзіґамі почали вірити лише з 8 століття.
Термін в його теперішньому вигляді використовується для опису кількох інших типів божеств. Спочатку термін Удзіґамі позначав сімейного бога. Визнано, що спочатку цим божествам поклонялися біля імпровізованих вівтарів. Після епохи Хейан було встановлено земельний лад сьоен і дворянства, воїни та храми мали свою територію, сімейне суспільство перестало функціонувати, а культ Удзіґамі зменшився. У свою чергу, землевласники почали молитися до богів, щоб захистити свою територію. Божества-охоронці називалися Чінджу (японське 鎮守). У період Муромачі сьоени занепали, і поклонялися як богам-охоронцям, так і Удзіґамі.
Убусунаґамі (産 土 神) — бог народження. З часом Убусунаґамі та Чінджу розглядалися як серце удзі (громади), і врешті-решт їх стали називати Удзіґамі.